# Jezioro Dobińskie
Jezioro Dobińskie – jezioro w woj. zachodniopomorskim, w pow. wałeckim, w gminie Wałcz, leżące na terenie Pojezierza Wałeckiego. 
Powierzchnia zwierciadła wody według różnych źródeł wynosi od 5,1 ha do 5,72 ha. Powierzchnia ogólna jeziora wynosi ok. 6,61 ha.
Zwierciadło wody położone jest na wysokości 127,4 m n.p.m.
Nazwę Jezioro Dobińskie wprowadzono urzędowo w 1955 roku, zastępując poprzednią niemiecką nazwę jeziora – Schultzen See. W 2006 roku w wykazie hydronimów Komisja Nazw Miejscowości i Obiektów Fizjograficznych potwierdziła nazwę Jezioro Dobińskie. W większości publikacji i na mapach topograficznych jezioro występuje pod nazwą Dobino